# 深灰槭
深灰槭（学名：Acer caesium）为无患子科槭属的植物。分布在印度、孟加拉、巴基斯坦、尼泊尔以及中国大陆的西藏等地，生长于海拔2000米至3700米的地区，多生长于疏林中，目前尚未由人工引种栽培。

## 亚种
- Acer caesium Wall. ex Brandis ssp. giraldii (Pax) E. Murr.
- Acer giraldii Pax